# Gaël
Gaël (en bretó Gwazel, en gal·ló Gaèu) és un municipi francès, situat a la regió de Bretanya, al departament d'Ille i Vilaine. L'any 2006 tenia 1.517 habitants. Està situat al límit amb els cantons d'Ar Mor-Bihan i Costes d'Armor.

## Demografia
| 1806                                       | 1846 | 1906 | 1954 | 1962 | 1968 | 1975 | 1982 | 1990 | 1999 | 2006 |
| ------------------------------------------ | ---- | ---- | ---- | ---- | ---- | ---- | ---- | ---- | ---- | ---- |
| 2212                                       | 2295 | 2654 | 2038 | 1466 | 1673 | 1515 | 1484 | 1406 | 1351 | 1546 |
| Des de 1962: població sense dobles comptes |      |      |      |      |      |      |      |      |      |      |

## Administració
| Període   | Identitat    | Partit |
| --------- | ------------ | ------ |
| 2001-2008 | Daniel Amet  |        |
| 2008-     | Claude Josse |        |